# Växtnäringsläckage
Växtnäringsläckage eller utlakning är det läckage av växtnäringsämnen som sker från bl.a. åkermark. Växtnäringsläckaget bidrar starkt till övergödning.
Växtnäringsläckaget är en naturlig process, som står på två ben. Dels krävs ett nederbördsöverskott som skapar en vattentransport (avrinning) från åkern. Dels krävs tillgång på lättlösliga växtnäringsämnen, som följer med överskottsvattnet från åkern. I torrare jordbruksområden, där det sällen sker någon avrinning, finns inte heller något problem med växtnäringsläckage. I de torrare delarna av USA är det således vanligt med förrådsgödsling av kväve.
Växtnäringsläckaget omfattar de flesta makronäringsämnen och mikronäringsämnen i olika former, men för sjöar och hav anses fosfor (fosfat) och kväve (främst nitrat) vara de viktigaste växtnäringsämnena.

## Växtnäringsläckaget minskar
På senare tid har växtnäringsläckaget minskat genom ett målmedvetet miljöarbete från lantbrukarna, inte minst genom projektet greppa näringen. Dagens växtnäringsläckage befinner sig faktiskt på samma nivå som på 1860-talet. 

## Mätmetoder
Skaktest och kolonntest är två vanliga laktest, test för utlakning.